# Hampasagara, Hagaribommanahalli
Hampasagara là một làng thuộc tehsil Hagaribommanahalli, huyện Bellary, bang Karnataka, Ấn Độ.